# Rav Nachman bar Yitzchak
Rav Nachman bar Yaakov in ebraico רב נחמן בר יעקב‎? (... – 320) è stato un esperto del Talmud e un rabbino babilonese della terza generazione amoraim.
È generalmente accettato che i riferimenti a Rav Nachman nel Talmud si riferiscano al bar Rav Nachman Yaakov, non a bar Rav Nachman Yitzchak. Il nonno materno si chiamava Aha bar Yosef.

## Biografia
La leggenda narra che un astrologo predisse alla madre che il figlio sarebbe diventato un ladro. La madre gli impose di avere sempre il capo coperto, anche se lui non ne capiva lo scopo. Una volta, mentre era seduto a studiare sotto un albero, il copricapo gli scivolò via. Fu sopraffatto dal desiderio e prese dall'albero un mazzo di datteri che non gli appartenevano.
Discepolo di Abbaye, Rav Nachman e Rav Chisda I, nella sua giovinezza studiò insieme a Rava, che poi divenne anche suo maestro. Si sedeva una fila dietro di lui, al centro del Beth midrash, dove occasionalmente si interrogavano a vicenda. 

Quando Rav Yosef divenne capo della yeshivah di Pumbedita e Rava divenne il capo della yeshivah a Mechoza, Nachman bar Yitzchak fu nominato primo lettore (Reish Kallah) da Rava.
Successivamente andò a vivere a Sura, dove il bar Rav Nahman Chisda esercitò una forte influenza su di lui e di frequente citò le sue parole nel Beth midrash. Alla morte di Rava, glu succedette come capo della scuola di Mahoza che durante i quattro anni di incarico fece trasferire a Pumbedita.

## Halakhah
Contribuì all'halakhah principalmente raccogliendo, organizzando e trasmettendo gli insegnamenti e i giudizi dei suoi predecessori, che furono così salvati dall'oblio. Impiegò anche tecniche mnemoniche per ricordare gli halakhot nel Talmud che stava preparando. Distinse il proprio ruolo rispetto all'Halakhah da quello dei predecessori, affermando:  «Non sono né un saggio né un veggente, né uno studioso in contrasto con la maggioranza. Sono un trasmettitore e un codificatore, e il beit ha-midrash mi segue nelle sue decisioni».
Asserì che qualsiasi seguace di Beit Shammai nelle dispute talmudiche sull'Halakhah avrebbe dovuto essere punito con la morte, in accordo con Rav Yosef per il quale una simile persona non avrebbe fatto nulla di importante, e in contrasto con Rav Yehezkel secondo il quale una simile persona "avrebbe agito [es. adempiendo il suo obbligo]".
Per lui era fondamentale onorare la festa dello Shabbat, per la quale sarebbe stato disposto anche ad abbassarsi ad un lavoro umile, e sarebbe arrivato a dire che chiunque onora il sabato è sollevato dal fardello dell'esilio».

## Aggadah
Vari passaggi dell'Aggadah citano Rav Nachman come uno che organizza e illustra le parole di altre autorità rabbiniche, riscontrandole con citazioni bibliche. Quando le interpretazioni degli altri autori si differenziavano dalla vocalizzazione masoretica, cercò ugualmente di sostenere le ragioni dei commentatori, mostrando che la forma scritta del Verbo (Qere and Ketiv) presentava oggettivamente un ampio margine di interpretazione. Spesso interpretò dei termini rari o ambigui della Mishnah, confrontandoli con passaggi analoghi.
Oltre a commentare altri autori in confronto al Talmud, fu autori di propri insegnamenti, quali:
- «Perché la saggezza è paragonata a un albero? Perché proprio come un piccolo pezzo di legno ne accende uno grande, così lo studioso minore della Torah affila il grande studioso».
- «Chiunque si gusti un pranzo di nozze allietando lo sposo, è come se avesse costruito una delle rovine di Gerusalemme».
- «È più grave commettere un peccato per il bene del cielo che obbedire a un comandamento che non è per il bene del cielo". Questa affermazione è vista come una giustificazione morale per:
  - l'incesto di Lot (Genesi 19[13]): le azioni delle figlie di Lot che fecero sesso con la madre per non perdere la propria natura umana;[14]
  - il peccato di Tamara (Genesi 38[15]): alla morte del marito, si finse prostituta per sedurre il padre di lui e non perdere la discendenza;[16]
  - il peccato di Giaele che secondo i rabbini si unì aì Sisera, prima di ucciderlo.[17]

Condannò l'arroganza e la rabbia: secondo un aneddoto, quando Rava dichiarò che un piccolo orgoglioso stava diventando uno studioso, Nachman rispose: "Né lui, né parte di lui!". Oltre a ricorrere di frequente ai proverbi, aveva uno spiccato senso dell'umorismo e, quando una tanna lo faceva arrivare a un baraita, si metteva scherzare.